# 衛蘭
衛蘭（ジャニス・ビダル、Janice M. Vidal、1982年4月13日 -）は、中国・韓国・フィリピンの混血で、香港の女性歌手・女優である。身長160cm、体重47kg、星座おひつじ座。A music（エー・ミュージック）所属。歌手のジル・ビダルは双子の妹。

## 人物・経歴
- デビューする前は、「Renee」の芸名でバンドやコーラスなど音楽関係の仕事をしていた。
- 2000年、明楽蒂の名前でTVB世界中国人ニュータレントオーディション大会に出場。
- 2000年、レオン・ライと林建岳が設立したA musicに所属するも、レオン・ライの計画により、CDは発売せず、マネージャーのような仕事をしていた。
- 2004年末、素性を公開しないまま、レオン・ライの歌の英語バージョンをラジオで歌う。これを聴いていたリスナーには、外国人歌手が歌っていると誤解した者もいた。
- 2005年4月13日、23歳の誕生日に、香港商業ラジオ(香港商業電台, Commercial Radio Hong Kong)が「903叱咤楽壇Mini Live曝光会」というミニライブを開いた。その際に、初めて素性を明かし、同日、ファースト・デビューアルバム「Day & Night」を発売した。
- 2006年新城勁爆頒奨礼において、最優秀女性歌手奨を受賞。
- 2006年度のアルバム売上げにおいて、容祖兒、twinsにつづき、3位を獲得。
- 2007年夏、香港のマダム・タッソー蝋人形館において、人気投票が行われ、1位を獲得。その結果を受け、蝋人形が作られることになった。香港芸能人の中で、デビュー後もっとも早く蝋人形が作られた芸能人のひとりとなった。

## 音楽作品

### アルバム
- 2005年4月13日 「Day & Night」（広東語／英語）
- 2005年5月26日 「Day & Night」（大哥 特別版CD+AVCD）（広東語／英語）
- 2005年11月26日 「My Love」（広東語／北京語／英語）
- 2006年11月21日 「DO U KNOW」（広東語／英語）
- 2008年11月27日 「Serving You」（広東語／英語）
- 2009年7月3日 「Morning」（英語)
- 2009年11月27日 「Wish」（広東語)
- 2010年2月5日 「Wish(第二版)」（広東語／英語)
- 2010年10月27日 「Love Diaries」（広東語／英語／日本語)

### 合唱曲
- 「幫幫我吧」 - 複数のアーティストとの合唱
- 「24」 - チャールズ・イン との合唱
- 「音楽力量」（「国際唱片業協会給音楽生命」主題歌） - 複数のアーティストとの合唱
- 「I'll Never Fall in Love Again」 - レオン・ライ、ジル・ビダル、チャールズ・イン、チャップマン・トウ、エミリー・ウォンとの合唱
- 「合氣道」 - チャップマン・トウ との合唱
- 「巨星金曲串」（獅子山下） - 数々アーティスト合唱
- 「我為何讓你走」 - レオン・ライとの合唱
- 「童夢」 - 光良との合唱
- 「一個人走」（童夢北京語版） - 光良との合唱
- 「快楽地図Let's go！」（太陽計画2007主題歌） - ヒンス・チョン、曹格との合唱
- 「We'Are Ready」（北京オリンピック2008カウントダウン一周年主題歌） - 中国、香港、台湾のアーティストとの合唱
- 「心在香港」 - 劉家昌との合唱
- 「Way Back Into Love」 - 李治廷との合唱
- 「男人信什麼」 - JWとの合唱
- 「在歲月飛揚」 - 数々アーティスト合唱
- 「Wonderland」 - 廿四味との合唱
- 林狗十大傑青 - ジャン・ランブとの合唱
- LEAVING ME LOVING ME（映画『大城小事』オリジナル・サウンドトラック） - 複数のアーティストとの合唱
- 應昌佑 - チャールズ・インとの合唱
- Songs of Painting - 複数のアーティストとの合唱
- Crazy Classic Live 2005（CD／VCD／DVD） - レオン・ライとの合唱
- A Melody Looking（映画『縁邀知音』オリジナル・サウンドトラック） - 複数のアーティストとの合唱
- Looking - レオン・ライとの合唱
- 合氣道 - チャールズ・インとの合唱
- The Christmas Tune（シングル、非売品） - ジル・ビダルとの合唱
- 巨星金曲串 - 複数のアーティストとの合唱
- 4 In Love - レオン・ライとの合唱
- 叱咤新一代 - 複数のアーティストとの合唱

## 主な出演作品

### 映画
- 縁邀知音（2006年、ミュージカル映画）
- 時をかける少女（2007年、広東語吹き替え版の声優）

## コンサート
2007
- Janice My Firstコンサート - 香港
- ジャニス・ジルOur Firstコンサート - マカオ
- バドワイザーJanice My Firstコンサート - 広州

2008
- Janice My Firstマレーシア・コンサート - クアラルンプール
- Magic Live Concert - 香港

2010
- Moov Live 2010 Janice衛蘭 - 香港
- Fairy ジャニス 2010 紅館コンサート - 香港コロシアム

2011
- Fairy ジャニス 2011 広州コンサート - 広州

### 広告
- SANLG - （2004年、レオン・ライと共演）
- 3 香港 - （2005年、光良と共演）
- マクドナルド <クリスマス・スヌーピードール> - （2005年、チャールズ・インと共演）
- IDA（2005年）
- マクドナルド <飯Tastic> - （2006年、ジル・ビダルと共演）
- 3 香港 - （2006年、光良と共演）
- マクドナルド - （2006年、軟硬天師、イーソン・チャンと共演）
- 国美電器（2006年）
- ジョンソン・エンド・ジョンソン （2007年、コンタクトレンズ）
- 必痩站（2007年、2008年）